# La Plata (Missouri)
La Plata is een plaats (city) in de Amerikaanse staat Missouri, en valt bestuurlijk gezien onder Macon County.

## Demografie
Bij de volkstelling in 2000 werd het aantal inwoners vastgesteld op 1486.
In 2006 is het aantal inwoners door het United States Census Bureau geschat op 1445, een daling van 41 (-2,8%).

## Geografie
Volgens het United States Census Bureau beslaat de plaats een oppervlakte van
3,2 km², geheel bestaande uit land. La Plata ligt op ongeveer 285 meter boven zeeniveau.

## Plaatsen in de nabije omgeving
De onderstaande figuur toont nabijgelegen plaatsen in een straal van 20 km rond La Plata.